# Dominican Summer League
Die Dominican Summer League ist eine Liga der Minor League Baseball, die in der Dominikanischen Republik gespielt wird. Die Liga wurde 1985 gegründet. Nach dem Ende der Venezuelan Summer League nach der Saison 2015 ist sie die einzige lateinamerikanische Rookie-Liga.
Die Liga besteht aus 44 Mannschaften, welche  in sechs Divisionen aufgeteilt sind. Mit Ausnahme der DSL Indians/Brewers, ist jedes Team der DSL mit einem Team Major League Franchise verbunden. Die Cardinals, Cubs, Diamondbacks, Dodgers, Mets, Phillies, Pirates, Rangers, Rays, Red Sox, Rockies, Royals und Tigers stellen zwei Teams in der Dominican Summer League auf.
Die Saison 2019 mit 72 Spielen begann am 1. Juni und endete am 24. August. Die Playoffs begannen am 26. August.